# Lycosa patagonica
Lycosa patagonica är en spindelart som beskrevs av Simon 1886. Lycosa patagonica ingår i släktet Lycosa och familjen vargspindlar. Inga underarter finns listade i Catalogue of Life.